# Centro Sismológico Euro-Mediterrânico
O Centro Sismológico Euro-Mediterrânico (CSEM) é uma organização não governamental (ONG) internacional, que atua no campo da investigação sismológica, com sede em Bruyères-le-Châtel, França. Tem 84 membros (institutos sismológicos), de 55 países.
Com 2 milhões de visitas por mês, ocupa o segundo lugar de site de informação sismológica mais visitado do mundo.

## História
O Centro Sismológico Euro-Mediterrânico (CSEM) foi fundado em 1975, na sequência de uma recomendação da Comissão Sismológica Europeia (CSE), uma das comissões regionais da Associação Internacional de Sismologia e Física do Interior da Terra (IASPEI), que, por sua vez, é uma associação especializada da União Internacional de Geodesia e Geofísica (IUGG).
Esta recomendação baseou-se no facto da região euro-mediterrânica apresentar uma atividade sísmica potencialmente perigosa, que tornava, desse modo, necessária a criação de um organismo que realizasse a determinação muito rápida (próxima ao tempo real) de sismos de alta magnitude, tendo também sido considerada a determinação rápida da localização de sismos de magnitude mais baixa.
Assim, o CSEM constitui-se como uma organização internacional sem fins lucrativos, dedicada à promoção da investigação sismológica, através de um Sistema de Alerta Sísmico para sismos potencialmente perigosos na região euro-mediterrânica, que consiste na determinação rápida do epicentro e na divulgação da mensagem de alerta sísmico dentro de uma hora após a ocorrência do sismo.
A sua atividade iniciou-se no Instituto de Física da Terra de Estrasburgo (IPGS) em 1 de janeiro de 1976, tendo recebido formalmente os seus estatutos em 1983. Em 1993, o CSEM conheceu uma grande evolução, com a modificação dos seus estatutos numa Assembleia Extraordinária, realizada em Roma no dia 13 de dezembro do mesmo ano, e com a transferência da sua sede para o Laboratório de Deteção e de Geofísica (LDG) do Comissariado da Energia Atómica (CEA), em Bruyères-le-Châtel, no departamento de Essonne, França.
Em 1987, o CSEM foi incumbido pelo Conselho da Europa para lhe fornecer informações sobre a atividade sísmica, no âmbito do Acordo Parcial Aberto (EUR-OPA) sobre a prevenção, proteção e organização de socorro em caso de grandes catástrofes naturais e tecnológicas.

## Objetivos
Os principais objetivos e atividades do CSEM são:
- Estabelecer e operar um sistema para a determinação rápida dos epicentros de sismos da região euro-mediterrânica (localização dos grandes sismos dentro de um prazo de cerca de uma hora). O CSEM, como autoridade central, é responsável por transmitir estes resultados de forma imediata às autoridades internacionais competentes e aos seus membros, a fim de atender às necessidades de proteção da sociedade, do progresso científico e das informações gerais.
- Determinar os principais parâmetros da origem dos grandes eventos sísmicos localizados na região euro-mediterrânica (coordenadas do epicentro, profundidade, magnitude, mecanismos focais, entre outros) e expedir amplamente os resultados correspondentes.
- Recolher dados e disponibilizá-los a outros centros de dados internacionais, nacionais ou regionais, como o Centro Sismológico Internacional (CSI), o Centro Nacional de Informação Sísmica dos Estados Unidos (NEIC), etc.
- Incentivar a cooperação científica entre países euro-mediterrânicos nos domínios da investigação sísmica e desenvolver estudos de interesse geral, tais como: métodos de localização de epicentros, construção de tabelas de tempo de viagens locais e regionais, determinação de magnitude, etc.
- Promover a troca de dados sismológicos entre laboratórios na região euro-mediterrânica.
- Proporcionar estudos detalhados de eventos específicos.
- Construir uma base de dados sismológica europeia.
- Melhorar os sistemas de observação na região euro-mediterrânica, através de uma análise crítica da cobertura sismológica, e sugerir métodos para melhorar a qualidade das observações e da sua transmissão ao CSEM.